# 小行星26984
小行星26984（26984 Fernand-Roland）是一颗绕太阳运转的小行星，为主小行星带小行星。该小行星于1997年11月1日发现。

## 轨道参数
小行星26984的轨道半长轴为3.1756240 UA，离心率为0.066。